# مؤسسة المعايير الإسرائيلية

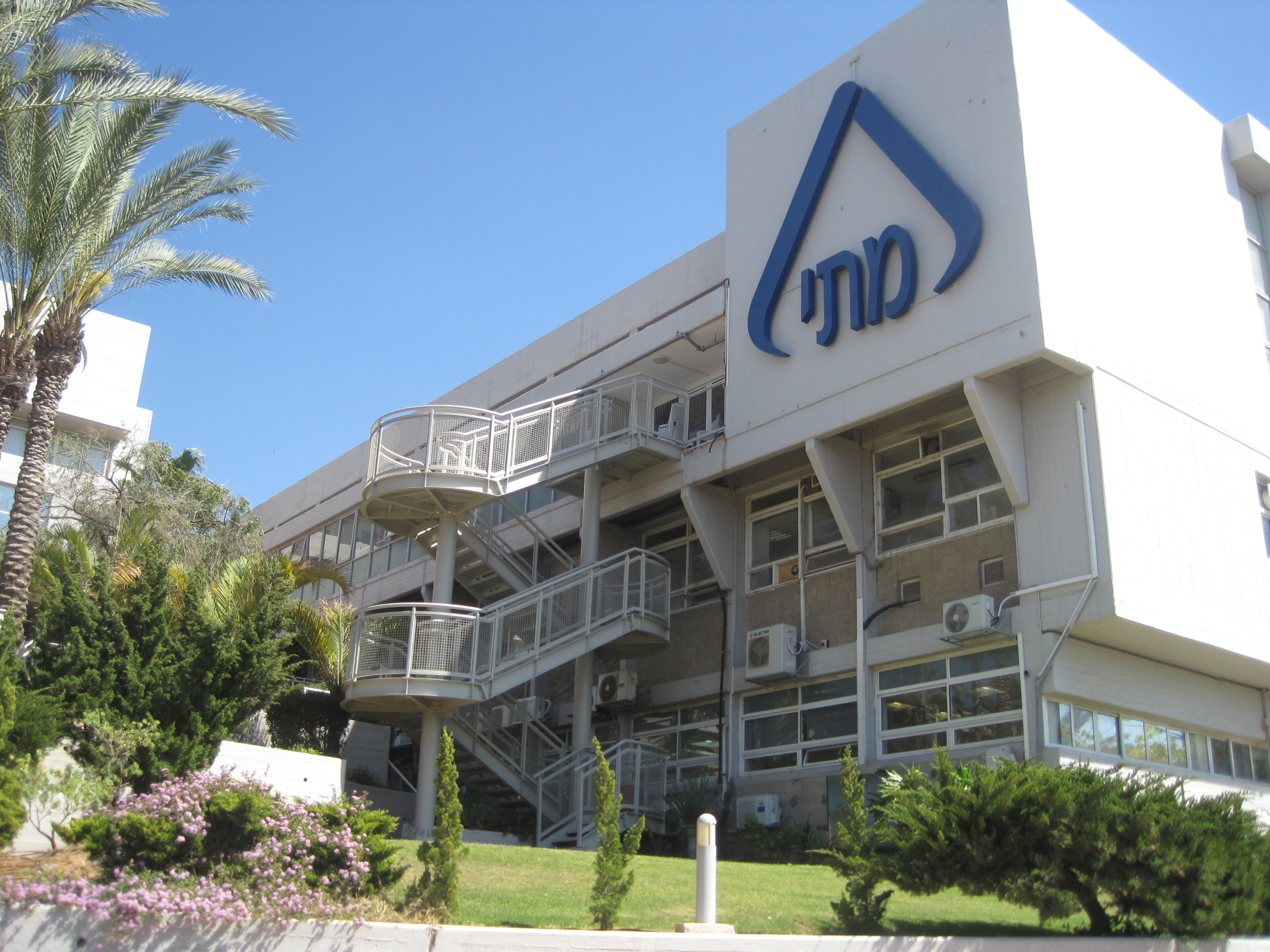

مؤسسة المعايير الإسرائيلية هي شركة مملوكة للدولة مسؤولة عن وضع معايير للمنتجات والخدمات المقدمة في إسرائيل، واختبار المنتجات واعتمادها (من خلال توفير معايير «ختم الموافقة») والتحقق من أن المنتجات المعتمدة تحافظ على جودتها متأخر، بعد فوات الوقت. تم تعريف سلطة المعهد في قانون المعايير (1953). يقع المعهد في حي رمات أبيب في تل أبيب بالقرب من جامعة تل أبيب.
تم تأسيس معهد المعايير الإسرائيلي من أجل خدمة مواطني إسرائيل وتنظيم المعايير والشهادات. تأسست عام 1945 قبل جمعية المهندسين والمهندسين المعماريين في إسرائيل [لا شيء من هذا القبيل في عام 1945]. تم تسجيل معهد المعايير الإسرائيلية كشركة ووضع المعايير الخاصة به بشكل مستقل، وذلك باستخدام الممارسات القياسية، مثل اختبار الجودة وإجراء الدراسات الاستقصائية والدراسات.
تأسس المعهد القياسي لإسرائيل بسبب الحاجة إلى توسيع «مختبر اختبار المواد»، الذي أنشئ في عام 1923، أيضًا من قبل جمعية المهندسين والمهندسين المعماريين في إسرائيل [لا يوجد شيء مشابه في عام 1923] [به شك] للتحقق من جودة البناء المواد. بعد مرور 30 عامًا فقط على إنشاء المختبر، في عام 1953، تم الاعتراف بالمعهد قانونًا باعتباره السلطة الوحيدة لوضع المعايير الإسرائيلية.
تتمثل المهمة الأساسية لمؤسسة المعايير الإسرائيلية في خدمة الصناعة الإسرائيلية وعناصر الاقتصاد الوطني. بالإضافة إلى وضع المعايير وإنفاذها، يضمن المعهد مراقبة الجودة، وإجراء دراسات استقصائية للسوق الدولية، وإجراء دراسات مستفيضة عن الأسواق لمختلف المنتجات. كما تعمل على تحسين عمليات الإنتاج واختراع عمليات جديدة.

## نقد
مؤسسة المواصفات والمقاييس إسرائيل هي البنية التحتية الوطنية للمواصفات والجودة، ويفترض أن تعمل على تسهيل النمو الاجتماعي والاقتصادي، وحماية سلامة وصحة المواطنين في إسرائيل.

## الشخصيات الرئيسية
- رئيس المؤسسة - عضو الكنيست السابق ران كوهين
- المدير التنفيذي - دانييل جولدشتاين
- مدير قسم الصناعة - ياكوف فيشتيل
- مدير قسم الجودة والشهادات - ايلي كوهين كاجان
- مدير التوحيد - هيلين عطاروت

## روابط خارجية
- الموقع الرسمي